# 仮払金
仮払金（かりばらいきん,英語: suspense payment）は、勘定科目の一つ。流動資産に区分される。

## 概要
勘定科目や金額が不明の金銭を支払った場合に、それらが確定するまで一時的に使用する勘定科目である。
従業員の旅費や、接待の際の概算額を支払うときなどに使用する。

## 仕訳例
- 明日から地方出張をする社員に、交通費、宿泊代として5万円渡す。

| 借方          | 貸方        |
| ------------- | ----------- |
| 仮払金 50,000 | 現金 50,000 |
- 社員が帰社し、交通費、宿泊代として4万円使用し、残金1万円を返金した。

| 借方              | 貸方          |
| ----------------- | ------------- |
| 旅費交通費 40,000 | 仮払金 50,000 |
| 現金 10,000       |               |